# Council Bluffs
Council Bluffs est une ville américaine, siège du comté de Pottawattamie dans l'ouest de l'Iowa. Sa population s'élevait à 60 271 habitants en 2006.

## Géographie
Council Bluffs est située sur la rive gauche du Missouri, en face d'Omaha. Elle fait partie de l'aire métropolitaine d'Omaha estimée à un peu plus d'un million d'habitants en 2019.

## Histoire
La ville doit son nom à la rencontre de l'expédition Lewis et Clark avec la tribu Oto qui eut lieu près de la ville. Le site de la ville fut d'abord occupé dans les années 1830 par des Amérindiens de la tribu Potawatomi qui furent chassés de la région de Chicago. Pierre-Jean De Smet fut missionnaire un temps parmi ces Amérindiens. Le Fort Croghan fut construit pour contrôler la région.
En 1848, la ville devint Kanesville, du nom de Thomas L. Kane et fut un des points de départ majeurs pour l'exode des Mormons vers l'Utah. Après leur départ, la ville, renommée Council Bluffs, est restée un nœud de transport ferroviaire important.  En 1869, le premier chemin de fer transcontinental vers la Californie est relié au réseau ferroviaire américain existant à Council Bluffs. L'interstate 80 et l'interstate 29 traversent la ville.

## Personnalités liées à la ville
Naissances à Council Bluffs
- John S. McCain, Jr., amiral de l'US Navy ;
- Ernest B. Schoedsack (1893-1979), réalisateur, directeur de la photographie, producteur, monteur, acteur et scénariste ;
- Charles D. Brown (1887-1948), acteur ;
- Arthur Ward Lindsey (1894-1963), entomologiste ;
- Art Farmer (1928-1999), trompettiste de jazz ;
- Robert Ben Rhoades, né en 1945, tueur en série ;
- Zoe Ann Olsen-Jensen, née en 1931, plongeuse.

Décès à Council Bluffs
- Samuel Ryan Curtis, général de l'US Army.